# Municipio de Newcastle (Ohio)
El municipio de Newcastle (en inglés: Newcastle Township) es un municipio ubicado en el condado de Coshocton en el estado estadounidense de Ohio. En el año 2010 tenía una población de 475 habitantes y una densidad poblacional de 7,1 personas por km².

## Geografía
El municipio de Newcastle se encuentra ubicado en las coordenadas 40°20′47″N 82°8′6″O / 40.34639, -82.13500. Según la Oficina del Censo de los Estados Unidos, el municipio tiene una superficie total de 66,89 km², de la cual 66,86 km² corresponden a tierra firme y (0,04 %) 0,03 km² es agua.

## Demografía
Según el censo de 2010, había 475 personas residiendo en el municipio de Newcastle. La densidad de población era de 7,1 hab./km². De los 475 habitantes, el municipio de Newcastle estaba compuesto por el 99,58 % blancos, el 0,21 % eran asiáticos, el 0,21 % eran de otras razas. Del total de la población el 0,63 % eran hispanos o latinos de cualquier raza.